# Velasco Ibarra
Velasco Ibarra är en ort i Ecuador.   Den ligger i provinsen Guayas, i den centrala delen av landet, 150 km sydväst om huvudstaden Quito. Velasco Ibarra ligger 75 meter över havet och antalet invånare är 48 754.
Terrängen runt Velasco Ibarra är platt. Runt Velasco Ibarra är det tätbefolkat, med 331 invånare per kvadratkilometer. Närmaste större samhälle är Quevedo, 19,5 km öster om Velasco Ibarra. Omgivningarna runt Velasco Ibarra är en mosaik av jordbruksmark och naturlig växtlighet.